# 高體似鯡
高體似鯡為輻鰭魚綱鲱形目鲱科的其中一種，分布於亞洲湄公河及湄南河流域，體長可達8公分，棲息在淡水溪流，成群活動，以浮游生物為食，可做為食用魚。

## 擴展閱讀
維基物種上的相關：高體似鯡